# مستقبل (كيمياء حيوية)

في الكيمياء الحيوية، المستقبلات عبارة عن بروتينات وظيفية تتركز أساسا على الغلاف السيتوبلازمي الخارجي للخلايا الحية أو ضمن السيتوبلازم أو على نواة الخلية، وتعمل على استقبال مواد حيوية مثل المرسالات الخلوية والنواقل الخلوية والهرمونات. ارتباط هذه المواد الحيوية بهذه البروتينات يؤدي إلى استجابة هذه المستقبلات بطرق متنوعة تؤدي إلى تغيرات ضمن الخلية له نتائج متعددة. يعمل نظام المناعة بأنواع كثيرة من المستقبلات، وبالتالي في علاج الأمراض؛ وهم يقومون بذلك بالاشتراك مع الخلايا الأكولة الكبيرة ومع الخلايا بائية والخلايا تائية من نظام المناعة.
هذه المستقبلات هي نفسها التي تستهدف من قبل الأدوية لإحداث تأثير بيولوجي مطلوب أو إعاقة استجابة حيوية غير مرغوبة.

## استعراض
تتواجد هذه المستقبلات بأنماط مختلفة، تعتمد على الربيطة ligand المرتبطة بها والوظيفة التي تقوم بها:
- بعض بروتينات المستقبلات هي بروتينات غشائية محيطية
- العديد من المستقبلات الهرمونية ومستقبلات النواقل العصبية هي مستقبلات عبر غشائية: المستقبلات عبر الغشائية تنغرس ضمن الطبقة المضاعفة الليبيدية lipid bilayer للغشاء الخلوي، هي التي تسمح بتفعيل ممرات نقل الإشارة كاستخابة للتفعيل عن طريق الجزيئات أو الربيطات المرتبطة.
  - ترتبط المستقبلات التحولية Metabotropic receptor مع برتينات ج وتؤثر على الخية بشكل غير مباشر عن من خلال إنزيم يتحكم بقناة شاردية.
  - مستقبل أيونوتروبي Ionotropic receptor
- يوجد صنف آخر من المستقبلات هو البروتينات داخل خلوية intracellular مثل مستقبلات الهرمونات الستيروئيدية. هذه المستقبلات يمكن أن تدخل نواة الخلية وتعدل التعبير الجيني كاستجابة للتفعيل الحاصل بفضل الربيطة.
- شكل وعمل المستقبلات يتم حاليا عن طريق دراسة البلورات بالأشعة السينية مع النمذجة الحاسوبية. هذا يزيد الفهم الحالي لفعل الدواء عند مواقع الارتباط في المستقبلات.

بعض المستقبلات عند ارتباطها بربيطاتها تقوم بتحفيز الخلية للسير في اتجاه الربيطة مثل مستقبلات المحركات الكميائية (chemokines recptors) التي توجد على سطح كريات الدم البيضاء

## أنواع المستقبلات

### المستقبلات المقترنة بالبروتين ج
تعرف هذه المستقبلات أيضا المستقبلات عبر الغشائية السباعية أو "7TM، والتي تشمل:
- «مستقبل أتسيلكوليني مسكاريني» مستقبل كوليني (أستيل كلين وموسكارين)
- مستقبل أدينوزيني (أدينوزين)
- مستقبل أدريناليني (تعرف أيضا مستقبلات أدرينوجينية، أدرينالين، وما يرتبط به هرمونأدوية)
- مستقبل غابا، نمط-B (غاما أمينو بوتريك أسيد أو غابا GABA)
- مستقبل الأنجيوتنسين (انجيوتنسين A)
- مستقبل كانابينويد (كانابينويد)
- مستقبل كوليسيستوكينينs (كوليسيستوكينين)
- مستقبل دبامينيs (دوبامين)
- مستقبل غلوكاكونs (غلوكاكون)
- Metabotropic glutamate receptors (حمض الجلوتاميك)
- مستقبل هستامينيs (هستامين)
- مستقبل شمي Olfactory receptors (حاسة الشم)
- مستقبل أشباه الأفيونياتs (أشباه أفيونياتs)
- رودوبسين (a مستقبل ضوئي (توضيح))
- مستقبل السيكريتينs (سيكريتين)
- مستقبل السيروتونينs, except Type-3 (سيروتونين، also known as 5-Hydroxytryptamine or 5-HT)
- Somatostatin receptors (سوماتوستاتين)
- مستقبلات استشعار الكالسيوم (كالسيوم)
- مستقبل كيموكين (كيموكين)

### كينازات تيروزين المستقبلات
These receptors detect ligands and propagate signals via the كاينيز التايروسين of their intracellular domains.
This family of receptors includes;
- Erythropoietin receptor (إريثروبويتين)
- مستقبلة الإنسولين (إنسولين)
- Eph receptors
- IGF-1 Receptor
- various other receptors for عامل نموs & سيتوكينs

### مستقبلات الغانيليل سيكلاز
- GC-A & GC-B: receptors for ببتيد أذيني مدر للصوديوم (ANP) and other natriuretic peptides
- GC-C: Guanylin receptor

### Ionotropic receptors
- مُستَقبِِل أسيتيل كولين النيكوتين مستقبل الأستيل كولينs (أستيل كولين، نيكوتين)
- Glycine receptor (GlyR) (غليسين، ستركنين)
- مستقبلات جاباs: GABA-A, GABA-C (حمض الغاما-أمينوبيوتيريك)
- مستقبل الغلوتاماتs: مستقبل ن-مثيل-د-أسبارتات، مستقبل أمبا, and Kainate receptor (حمض الجلوتاميك)
- 5-HT3 receptor (سيروتونين)

The entire repertoire of human plasma membrane receptors is listed at the Human Plasma Membrane Receptome (http://receptome.stanford.edu%5Bوصلة+مكسورة%5D).

## مستقبلات خلوية داخلية

### Transcription factors
- مستقبل نووي:
  - Steroid hormone receptor

### مستقبلات متنوعة
- sigma1 (ستيروئيدات عصبية)
- مستقبل IP3 (إينوزوتول ثلاثي الفوسفات، IP3)

## رابط خارجية
- IUPHAR GPCR Database and Ion Channels Compendium
- Cell+surface+receptors في المكتبة الوطنية الأمريكية للطب نظام فهرسة المواضيع الطبية (MeSH).